# Euphyia callichlora
Euphyia callichlora är en fjärilsart som beskrevs av Butler 1879. Euphyia callichlora ingår i släktet Euphyia och familjen mätare. Inga underarter finns listade i Catalogue of Life.